# Bomaanslag in Bagdad op 13 augustus 2015
De bomaanslag in Bagdad van 13 augustus 2015 was een vrachtwagenbom-aanslag op een populaire voedselmarkt in Bagdad. De aanslag werd gepleegd in een voornamelijk sjiitische wijk, Sadr-stad.

## Aanslag
Op 13 augustus 2015, omstreeks 06:00 lokale tijd (02:30 MET), werd een geïsoleerde vrachtwagen tot ontploffing gebracht. Er vielen meer dan 56 doden en ongeveer 200 gewonden.

## Verantwoordelijkheid
De Islamitische Staat in Irak en Syrië (IS) eiste de aanslag direct op: "God heeft de soldaten van de Islamitische Staat in staat gesteld om een geparkeerde, met bommen geïnstalleerde vrachtwagen te midden van een bijeenkomst van afvalligen te laten ontploffen, in een van de belangrijkste sjiitische meerderheids-bolwerken, Sadr-stad."

## Nasleep
Na de aanslag vielen lokale bewoners de politie aan en beschuldigden de overheid ervan dat zij de aanhoudende campagne van aanslagen in Bagdad niet weet te stoppen.